# إيفان سوسا
إيفان سوسا (بالإسبانية: Iván Ramiro Sosa) (و. 1997  م) هو راكب دراجة هوائية كولومبي، شارك في ستراد بينك 2017، وشارك في طواف سيبيو للدراجات 2018، وشارك في طواف برغش 2018، وشارك في فولتا تاشيرا 2018، وشارك في طواف كولومبيا 2018، وشارك في سباق أدرياتيكي يونيكا 2018، وشارك في تور دي أفينير 2017، وشارك في تور دي أفينير 2018، مركز لعبه هو متخصص التسلق ‏.

## سباقات أو مراحل فاز بها
| التاريخ        | السباق                        | المركز                                                                                            |
| -------------- | ----------------------------- | ------------------------------------------------------------------------------------------------- |
| 22 يناير 2017  | فولتا تاشيرا 2017             |                                                                                                   |
| 28 مايو 2017   | 2017 Tour du Jura             | العاشر في تصنيف الجبال                                                                            |
| 04 يونيو 2017  | 2017 Tour of Bihor - Bellotto |                                                                                                   |
| 21 يناير 2018  | فولتا تاشيرا 2018             | العاشر في التصنيف العام، الثاني في تصنيف أفضل شاب، الرابع في تصنيف النقاط، التاسع في تصنيف الجبال |
| 11 فبراير 2018 | طواف كولومبيا 2018            | الثالث في تصنيف أفضل شاب، السادس في التصنيف العام                                                 |
| 25 مارس 2018   | كوبي وبارتالي 2018            | الرابع في تصنيف أفضل شاب                                                                          |
| 03 يونيو 2018  | Tour de Bihor 2018            | الفائز في التصنيف العام                                                                           |
| 17 يونيو 2018  | طواف سلوفينيا 2018            | الرابع في تصنيف أفضل شاب                                                                          |
| 24 يونيو 2018  | سباق أدرياتيكي يونيكا 2018    | الفائز في التصنيف العام                                                                           |
| 08 يوليو 2018  | طواف سيبيو للدراجات 2018      | الفائز في التصنيف العام                                                                           |
| 11 أغسطس 2018  | طواف برغش 2018                | الفائز في التصنيف العام                                                                           |
| 17 فبراير 2019 | طواف كولومبيا 2019            | الأول في تصنيف الجبال، الثاني في التصنيف العام، الثاني في تصنيف أفضل شاب، السادس في تصنيف النقاط  |
| 23 يونيو 2019  | روتي دو سود 2019              | الأول في تصنيف أفضل شاب، الثاني في التصنيف العام، السادس في تصنيف الجبال، السادس في تصنيف النقاط  |
| 17 أغسطس 2019  | طواف برغش 2019                | الفائز في التصنيف العام                                                                           |
| 14 فبراير 2021 | تور دي لا بروفانس 2021        | الفائز في التصنيف العام                                                                           |
| 27 فبراير 2022 | غران كامينيو 2022             | الأول في تصنيف الجبال، الخامس في التصنيف العام، السابع في تصنيف النقاط                            |
| 01 مايو 2022   | فولتا أستورياس 2022           | الفائز في التصنيف العام                                                                           |
| 18 أكتوبر 2022 | طواف لانكاوي 2022             | الفائز في التصنيف العام                                                                           |

## روابط خارجية
- إيفان سوسا على موقع الاتحاد الدولي للدراجات (الإنجليزية)
- إيفان سوسا على موقع أرشيف الدراجات (الإنجليزية)
- إيفان سوسا على موقع إحصائيات الدراجات الإحترافية (الإنجليزية)
- إيفان سوسا على موقع نسبة الدراجات (الإنجليزية)
- إيفان سوسا على موقع CycleBase (الإنجليزية)